# Pouni
Pouni è un dipartimento del Burkina Faso classificato come comune, situato nella Provincia  di Sanguié, facente parte della Regione del Centro-Ovest.
Il dipartimento si compone del capoluogo e di altri 20 villaggi: Baganapoun, Bandéo, Bandéo-Naponé, Edié, Elinga, Gado, Karbolé, Lilbouré, Naboua, Nadoulou, Naton, Pousma, Tambouassa, Tiékouyou, Tita, Tita-Naponé, Tiyellé, Valiou, Villy e Villy-Bongo.